# Die Familie mit dem umgekehrten Düsenantrieb
Die Familie mit dem umgekehrten Düsenantrieb (jap. 逆噴射家族, Gyakufunsha Kazoku) ist ein japanischer Film von Gakuryū Ishii aus dem Jahr 1984, der innerhalb weniger Wochen mit einem Budget von nur 300.000 Euro produziert wurde.

## Handlung
Die Familie des Büroangestellten Katsuhiko Kobayashi zieht in ihr neues Haus in einer Vorstadt von Tokyo ein. Die Familienharmonie wird dadurch gestört, dass sich Sohn Masaki zum Hikikomori entwickelt, Tochter Erika sich auf eine Karriere als Sängerin versteift, die Ehefrau Saeko sexuell unbefriedigt ist und sein Vater sich im Haus einquartiert. Katsuhiko bekommt sehr schnell Wahnvorstellungen, er möchte sich und seine Familie vergiften. Als er im Haus eine Termite (im Film als weiße Ameise bezeichnet) entdeckt, bricht er in Panik aus. Da für seinen Vater kein eigenes Zimmer zur Verfügung steht, beginnt er, mit einem Presslufthammer ein Loch unter das Esszimmer zu graben, um dort einen Kellerraum einzurichten. Der eigentlich zuverlässige Katsuhiko erscheint drei Tage lang nicht im Büro und bricht, kurz nachdem er dort erscheint, überhastet wieder auf, um im Keller weiterzuarbeiten. In der Nacht bringt er die Familie zusammen, um sie zu vergiften. Es folgt eine von physischer und psychischer Gewalt geprägte Jagd innerhalb des Hauses, bei dem jeder gegen jeden kämpft, aber kein Gewinner auszumachen ist. Man einigt sich schließlich (unter Protest Erikas) darauf, das Haus zum Einsturz zu bringen und einen Neuanfang zu wagen. Als das Haus eingestürzt ist, sieht man die Kobayashis der Schlusseinstellung in ihrem Wohnzimmer unter einer Autobahnbrücke wohnen. Sie scheinen glücklich mit dieser Situation zu sein.

## Erläuterung zum Titel
Seit ein Pilot in einem Anfall von Wahn im Flug den Umkehrschub einschaltete und einen Absturz verursachte, ist der „umgekehrte Düsenantrieb“ in Japan ein geflügeltes Wort für plötzlich auftretenden Irrsinn mit katastrophalen Folgen.
Im Abspann wird der Titel, entgegen den unten angegebenen Links, mit Die Familie mit umgekehrtem Düsenantrieb bezeichnet.

## Kritiken
Volker Hummel bezeichnete den Film in der taz als „Klassiker des modernen japanischen Kinos und eine der besten Eskalationskomödien überhaupt.“ Den „Punk-Spirit seines Regisseurs“ merke man ihm noch heute an.
Laut Lexikon des internationalen Films bringt sich die „zu Beginn […] furiose Satire auf sinnentleerte und ritualisierte Lebensformen und die Unwirtlichkeit der Großstadt“ jedoch „durch zunehmende Hektik und Gewalttätigkeit um ihre Aussage“.